# 薄井憲二
薄井 憲二（うすい けんじ、1924年3月30日 - 2017年12月24日）は、日本のバレエダンサー、振付家、バレエ指導者、舞踊評論家、舞踊史研究家。
蘆原英了、東勇作に師事してバレエを学び、第2次世界大戦後の日本バレエ界で活躍した。1930年代から収集を続けているバレエ関連の文献資料は、個人が収集したものとしては世界有数といわれる。
モスクワ国際バレエコンクールやヴァルナ国際バレエコンクールなど内外のバレエコンクールの審査員を歴任し、2006年に第4代日本バレエ協会会長に就任した。

## 経歴
東京で生まれた。母や姉とともに歌舞伎や宝塚歌劇団などの舞台を観に行くことが多く、幼少時から踊りを見るのは好きだった。バレエを初めて観たのは、母が後援していた女学校の記念公演に出演したエリアナ・パヴロワの舞台であった。バレエにはっきりと関心を持ったのは中学校に入る前で、レコード店で偶然聞いたイーゴリ・ストラヴィンスキーの『火の鳥』がきっかけであった。今まで聞いていたクラシック音楽とは全く異なる世界に衝撃を受けて『火の鳥』について調べ始め、バレエ・リュスの存在に行き当った。
1941年1月、東勇作バレエ団の『牧神の午後』、『薔薇の精』の公演を観る機会が訪れた。バレエ・リュスの演目にも入っていたこれらの作品は薄井を感激させ、東の迫力とカリスマ性にも惹かれたが、自分からバレエを習いにゆく勇気はまだなかった。その時のプログラムに掲載されていた「バレエ研究会」の広告を見て、月1度の例会に参加するようになった。この会は東のスタジオに会員が集まって舞踊評論家の蘆原英了の話を聞くというもので、薄井は5、6人いた会員の中で一番年下であった。蘆原は大田黒元雄などと並んで、バレエ・リュスの影響を受けて当時の欧米で誕生した最先端の芸術を第2次世界大戦前の日本にいち早く紹介した人物であった。蘆原は『ゲテ・パリジェンヌ』（ジャック・オッフェンバック音楽）のレコードをかけて、バレエ・リュス・ド・モンテカルロとそのプリマ・バレリーナの1人、アレクサンドラ・ダニロワなどについて解説した。蘆原の話によって、薄井は『ゲテ・パリジェンヌ』とバレエ・リュス・ド・モンテカルロ、そしてダニロワに魅せられた。
やがて蘆原は『古典舞踊の基礎』という本を出版した。この本を読んで実際に踊ってみないとバレエというものはわからないと考え、1942年から東勇作のもとへ週に3回の稽古に通いはじめた。その年のうちに、東勇作バレエ団の『セレナード』という作品で舞台に初出演した。東は新作バレエにもヨーロッパのクラシックバレエにも造詣が深く、様々な文献を所蔵していた。その文献を見せてもらいながら、薄井はバレエに関する知識を広げていった。その後東京大学経済学部に入学したが、バレエの稽古にはずっと通っていた。1944年頃になると第2次世界大戦の戦局は厳しさを増し、稽古中に隣に住んでいた軍人が怒鳴り込んできたこともあった。東が招集された後も残った団員たちは稽古を続けたが、指導者がいなくなると同じことの繰り返しになって進歩しなくなったという。
1945年1月には、薄井にも召集令状が届いた。薄井は千葉鉄道連隊に入隊し、2月に満洲国（当時）のハルビン市に赴任させられた。その地で終戦の日を迎え、ソビエト連邦軍の捕虜となって4年間のシベリア抑留生活を強いられることになった。
シベリアでは1年毎くらいの間隔で別の村に移動させられていたが、2年目あたりからロシア語がかなり理解できるようになった。抑留生活が3年目に入り、キルガという村に滞在していたときに村の人々向けの映画会が開催された。その映画のタイトルは『バレエのソリストたち』というものだった。薄井は日本にいたときバレエを習っていたので、映画を見せてもらえないかと政治部の将校に頼み込んでみると、将校はすぐに許可を出してくれた。映画の中身はガリーナ・ウラノワ主演の『白鳥の湖』第2幕や『眠れる森の美女』のパ・ド・ドゥなどの抜粋で、映像とはいえ舞台装置などの揃った本格的なバレエを初めて観た薄井は、その華やかさに圧倒されたという。
4年に及ぶ抑留生活を終えて復員し、東京大学に復学するとともに東勇作バレエ団に再入団した。抑留中のブランクを取り戻すのは大変なことであったが、東勇作バレエ団ではヴィタリー・オシンズ、アレクセイ・ヴァルラーモフ等に師事し、1950年「血のメーデー事件」の当日に有楽町の第一生命館で行われた公演が復帰後の初舞台となった。1951年に東京大学を卒業した後は、古典・創作を問わずバレエの舞台に出演し、草創期のテレビ放送にも多く出演した。ダンサーとしての活動の他に『指輪をはめた犬』、『春の海』、『レ・シルフィード』など振付も手掛け、1957年には由井カナコなどとともに「バレエ1957」という団体を結成した。
ダンサーとしての現役生活を退いた後は、京都バレエ専門学校やロシア・バレエ・インスティテュートなどで後進の指導に当たる他、モスクワ、ヴァルナ、ペルミ、ジャクソンなどの国際的バレエコンクールの審査員、舞踊史の研究や評論、執筆活動や舞踊に関する洋書の翻訳など幅広い分野で活動を続けている。1958年に設立された日本バレエ協会では、設立当初から評議委員や広報部などさまざまな役職を務めた。2002年から日本バレエ協会副会長を務め、2006年に谷桃子の後任として第4代日本バレエ協会会長に就任した。薄井が1930年代から収集を続けているバレエ関連の文献資料は、個人が収集したものとしては世界有数といわれ、兵庫県立芸術文化センターにおいて常設展と企画展という形で公開されている。2006年に紺綬褒章を受章したのを始め、橘秋子賞（1987年）、兵庫県文化功労賞（1994年）、蘆原英了賞（1995年）、兵庫県文化賞（2003年）など数々の賞を受賞している。なお、芦屋大学に招聘されて、経営教育学部経営教育学科バレエコース（2012年4月開講）の客員教授に就任した。
2017年12月24日未明、悪性リンパ腫により京都府京都市山科区の病院で死去。93歳没。

## 著書
- 『バレエ千一夜』新書館、1993年9月。ISBN 978-4403230325。
- 『バレエ 誕生から現代までの歴史』音楽之友社、1998年12月。ISBN 978-4276250130。